# Pavot de Californie
Pour les articles homonymes, voir Pavot (plante) et Pavot (homonymie).
Ne doit pas être confondu avec Papaver californicum.
Eschscholzia californica
Espèce
Classification phylogénétique
Le Pavot de Californie ou Pavot d'Amérique (Eschscholzia californica Cham.) est une espèce de plantes à fleurs de la famille des Papaveraceae. C'est une plante herbacée couramment cultivée dans les jardins d'ornement. 
C'est une plante originaire de la Californie et du Sud-Ouest des États-Unis où elle couvre de vastes étendues à proximité des forêts de séquoïas. Grâce à la californidine et à la protopine (isoquinoléines aux propriétés somnifères) qu'il contient ainsi qu'à son absence d'accoutumance,,,, le pavot de Californie est utilisé comme une alternative douce aux anxiolytiques et sédatifs de type barbiturique, benzodiazépine et antihistaminique H1 de première génération.

## Description

### Appareil végétatif
Racines pivotantes, tiges principales partant du centre de la plante. Chaque tige a plusieurs ramifications, portant une fleur terminale.
Les feuilles sont composées découpées avec une denture lisse. Elles arborent souvent de petites colorations rouge/rosé sur le bout des feuilles.

### Appareil reproducteur
Petite fleur monocline (hermaphrodite stricte) de couleur jaune ou orangé très vive (existe la forme albiflore).
La partie florale est constituée d'un calice à deux sépales soudés, quatre pétales libres, plus de 10 étamines soudées aux pétales et deux carpelles supers soudés portant quatre stigmates.
Formule florale : 
(2S)+(4P+NE)+(2C)
Une fois fécondé, l'ovaire se "soude" au calice et forme une longue capsule déhiscente, qui s'ouvrira en deux une fois à maturité.

## Répartition et habitat

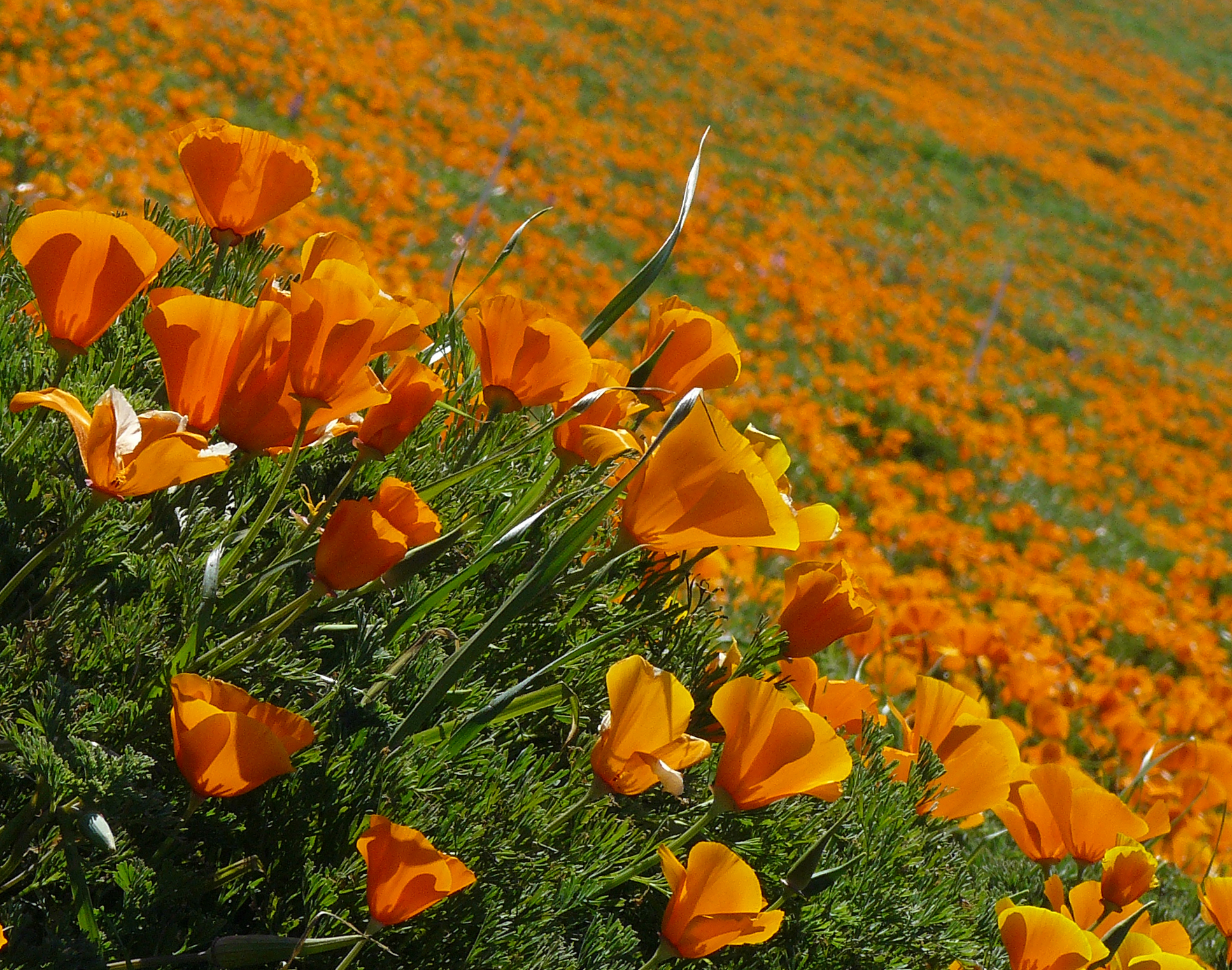
Floraison d’Eschscholzia californica dans la Réserve du Pavot de Californie d'Antelope Valley.

Outre son aire d'origine sur la façade pacifique des États-Unis, on la retrouve dans tout le Canada méridional. Le Pavot de Californie s'acclimate en effet très facilement, on le trouve aussi bien au Chili que dans le sud ou l'ouest de la France ; elle peut devenir envahissante.
De culture facile, cette annuelle se ressème spontanément dans le jardin.
La plante n'est pas rustique au gel mais ses graines le sont.
Le Pavot de Californie aime le plein soleil ; il prospère dans un sol pauvre, léger et bien drainé.

## Nomenclature et taxonomie

### Étymologie
Le genre Eschscholzia (sans t entre le l et le z), auquel appartient le pavot de Californie, a été désigné en 1820 en l'honneur de Johann Friedrich von Eschscholtz, médecin, botaniste et naturaliste  germano-balte par le poète et botaniste franco-allemand Adelbert von Chamisso qui participa avec lui à la première expédition autour du monde (1815) dirigée par Otto von Kotzebue.

### Sous-espèces
Selon Catalogue of Life (10 juillet 2013), NCBI (10 juillet 2013) et Tropicos (10 juillet 2013) :
- Eschscholzia californica subsp. californica
- Eschscholzia californica subsp. mexicana (Greene) C. Clark

## Usage
Les Amérindiens l'utilisaient traditionnellement pour soigner les maux de tête ou de dents et pour faciliter l'endormissement.

Aujourd'hui, elle est essentiellement utilisée pour les effets hypnotiques des alcaloïdes qu'elle contient ainsi que comme plante d'ornement.
La consommation de cette plante en herboristerie ne provoque pas d'accoutumance, contrairement aux benzodiazépines ou aux barbituriques.[réf. nécessaire]

### Composition
Comme les autres espèces de la famille des pavots, l'eschscholzia renferme des alcaloïdes, tant dans ses racines (à hauteur de 2 à 3 %) que dans ses parties aériennes (à hauteur de 0,5 %). Certains de ses alcaloïdes lui sont spécifiques : eschscholzine et californidine, tandis que d'autres sont communs à d'autres membres des papaveraceae : fumarine, sanguinarine, norargémonine, etc.
Elle contient également d'autres composés : caroténoïdes, flavonoïdes, phytostérols, linamarine, etc.

### Pharmacopée
- Propriétés recherchées : hypnotique, sédatif et anxiolytique.
- Usage recherché : traitement de l'insomnie, de la déprime, des migraines, des névralgies, voire du psoriasis et de certaines maladies de peau.

Eschscholzia californica est utilisé par des personnes cherchant à accélérer leur endormissement et cherchant une amélioration de la qualité de leur sommeil. Contrairement au pavot somnifère, l'usage de la plante ne provoque ni accoutumance ni dépendance,. Son usage est toutefois déconseillé chez la femme enceinte à cause de la présence de certains alcaloïdes (eschscholzine, californidine).

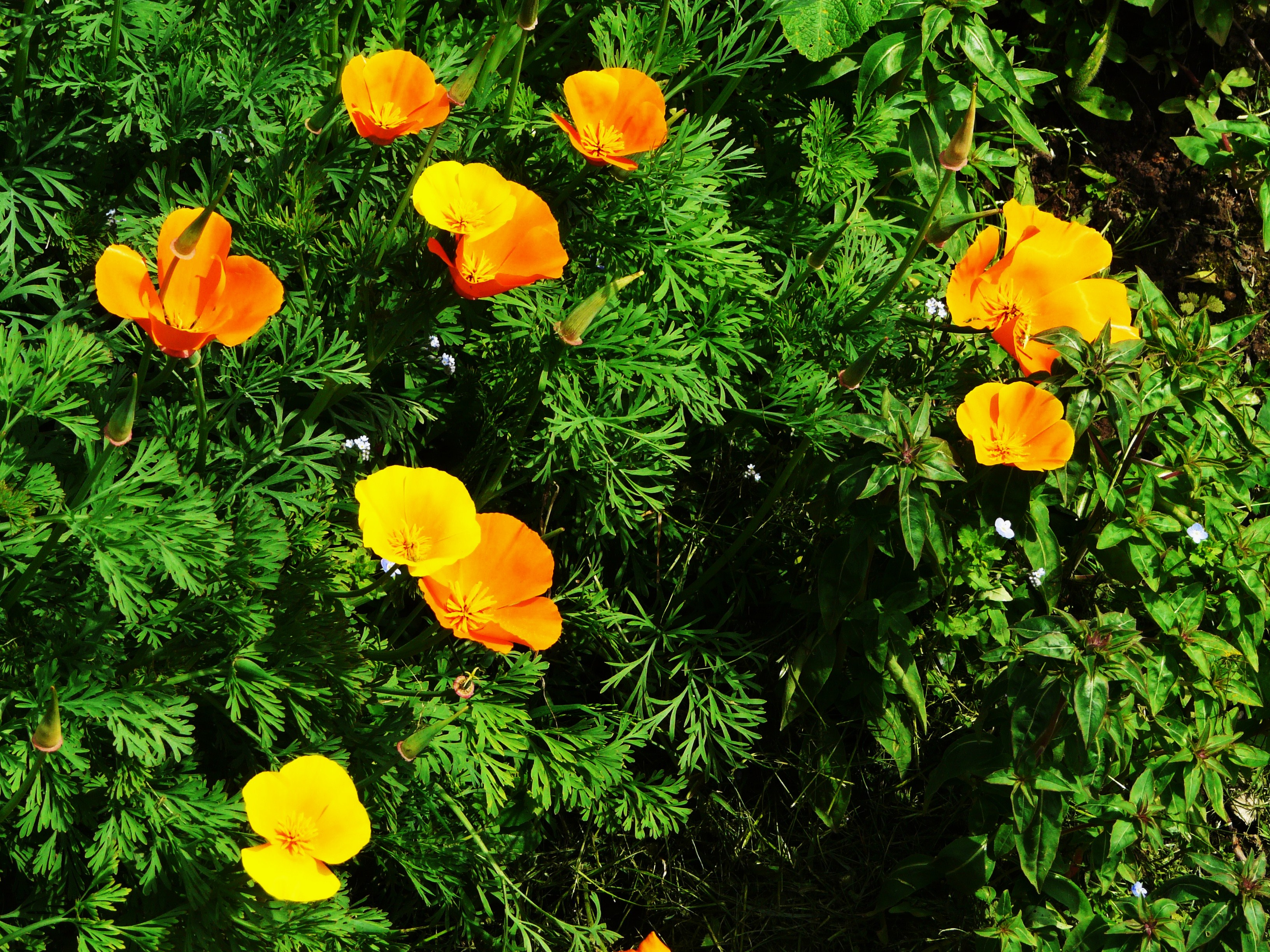
Pavot de Californie Eschscholzia californica.
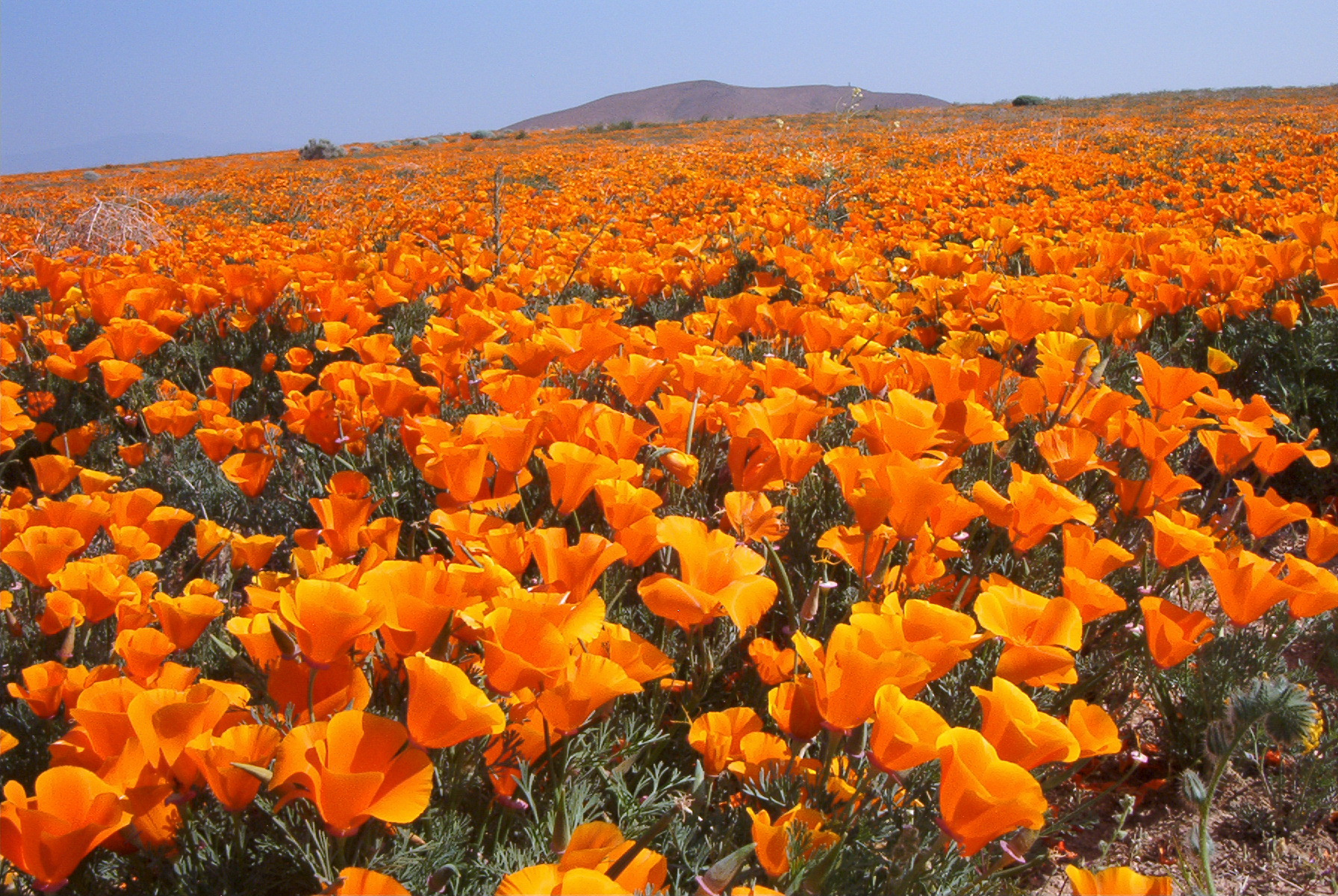
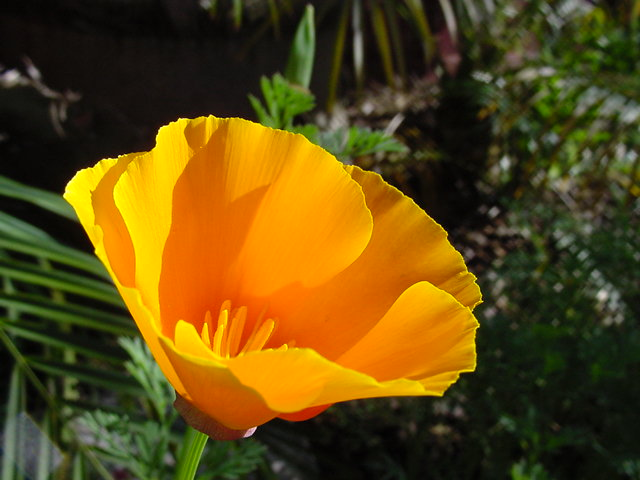
Fleurs
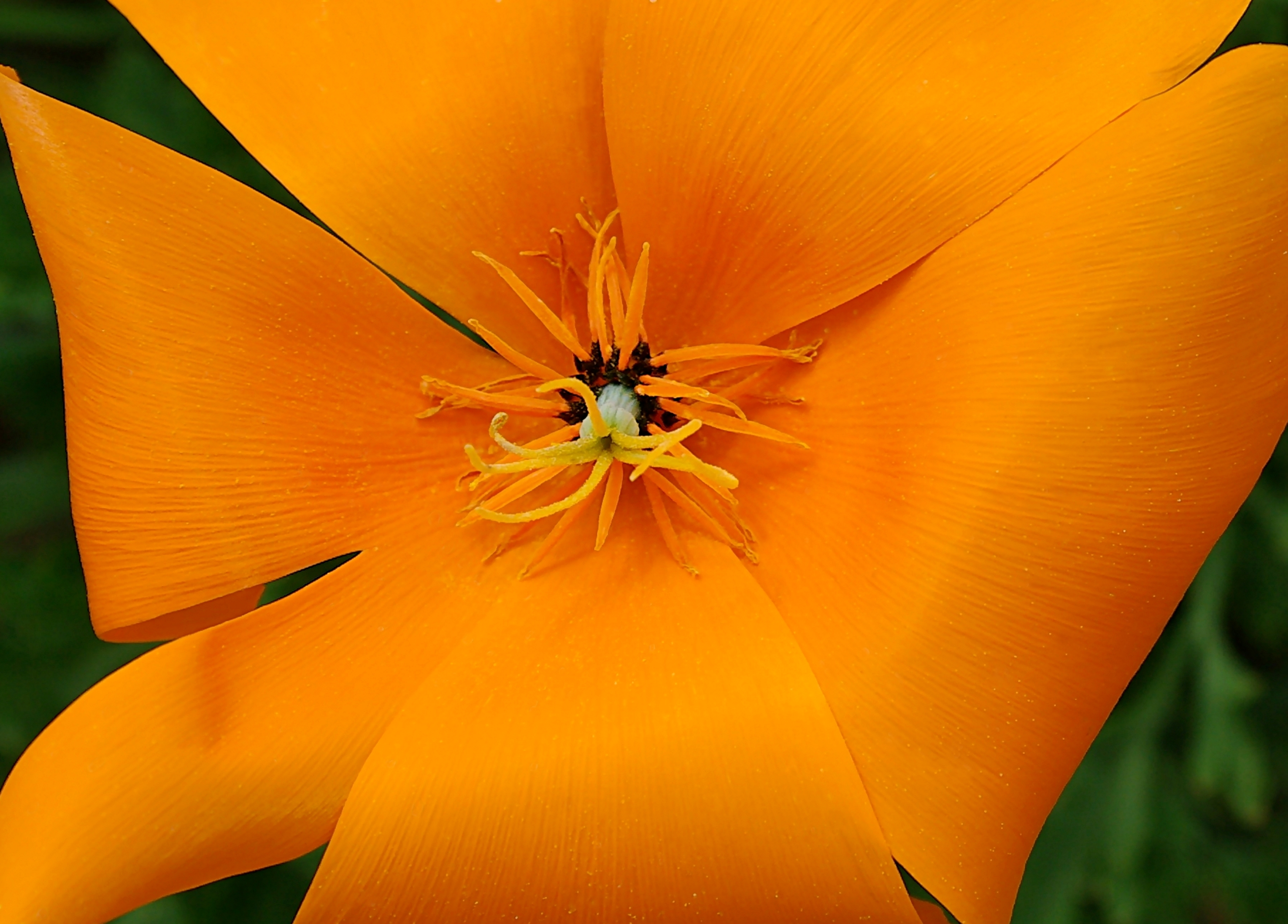